# Erling Olsen
Erling Heymann Olsen (* 18. April 1927 in Kopenhagen; † 27. Juni 2011) war ein dänischer Volkswirt, Hochschullehrer und Politiker der Socialdemokraterne, der von 1964 bis 1966, zwischen 1971 und 1973 sowie erneut von 1975 bis 1998 Mitglied des Parlaments (Folketing) war. Er war ferner zwischen 1978 und 1982 Minister für Wohnungswesen und von 1993 bis 1994 Justizminister sowie zwischen 1994 und 1998 Parlamentspräsident.

## Leben
Erling Heymann Olsen war der Sohn von Historikers Albert Georg Olsen (1890–1949) und der Kommunistin und Frauenrechtlerin Agnete Olsen (1905–1990) sowie der ältere Bruder des Historikers und Mittelalterarchäologen Olaf Olsen (1928–2015) und des Bankdirektors und Autors Sverre Olsen (* 1930). Er selbst besuchte bis 1945 die Dänische Schule in Lund in Schweden, wohin seine Familie während der deutschen Besetzung Dänemarks im Zweiten Weltkrieg geflohen war. Er absolvierte ein Studium der Politikwissenschaften an der Universität Kopenhagen, welches er 1953 als Candidatus politices beendete. Danach war er zwischen 1953 und 1960 Sekretär am Institut für Geschichte und Sozialökonomie sowie von 1954 bis 1959 Sekretär im Wirtschaftssekretariat (Det Økonomiske Sekretariat). Außerdem unterrichtete er von 1955 bis 1958 als Lehrassistent und zwischen 1958 und 1970 als Dozent an der Universität Kopenhagen. Er absolvierte zwischen 1962 und 1963 einen Studienaufenthalt in den USA.
Olsen wurde bei der Folketingswahl am 22. September 1964 für die Sozialdemokraten (Socialdemokraterne) im Wahlkreis „Københavns Amtskreds“ erstmals zum Mitglied des Parlaments (Folketing) gewählt, dem er bis zum 21. November 1966 angehörte. Nach seinem Ausscheiden aus dem Parlament folgte von 1966 bis 1967 ein weiterer Studienaufenthalt in Schweden. Nachdem er zwischen 1970 und 1971 als Professor für Nationalökonomie an der Universität Kopenhagen lehrt, schloss er dort 1971 seine Promotion zum Doktor der Politikwissenschaften mit der Dissertation International Trade Theory and Regional Income Differences: United States 1880–1950 ab, in der er sich mit Internationaler Handelstheorie und regionalen Einkommensunterschiede in den Vereinigten Staaten zwischen 1880 und 1950 befasste. Er übernahm daraufhin eine Professur am Universitätszentrum Roskilde (RUC) und fungierte zugleich von 1970 bis 1973 auch als Rektor des RUC.
Bei der Folketingswahl am 21. September 1971 wurde Erling Olsen für die Socialdemokraterne im Wahlkreis „Østre Storkreds“ erneut zum Mitglied des Folketing gewählt, dem er nunmehr bis zum 3. Dezember 1973 angehörte. Während seiner Parlamentszugehörigkeit war er zwischen 1972 und 1973 Mitglied des Finanzausschusses. Nach seinem Ausscheiden aus dem Parlament fungierte er zwischen 1973 und 1978 als Vorsitzender des Verkehrsrats der Hauptstadtregion (Hovedstadsområdets Trafikråd). Bei der Folketingswahl am 9. Januar 1975 wurde er im Wahlkreis „Østre Storkreds“ abermals zum Mitglied des Folketing gewählt und gehörte diesem mehr als 23 Jahre lang bis zum 11. März 1998 an. Er war von 1975 bis 1978 wieder Mitglied des Finanzausschusses und gründete 1975 den Verlag „Erling Olsen Forvaltning Formidling Forlag ApS“, der 1978 in ein Privatunternehmen umgewandelt wurde.
Am 30. August 1978 wurde Olsen als Minister für Wohnungswesen (Boligminister) in die Regierung Jørgensen III berufen und bekleidete dieses Ministeramt vom 26. Oktober 1979 bis zum 30. Dezember 1981 auch in der Regierung Jørgensen IV sowie vom 30. Dezember 1981 bis zum 10. September 1982 in der Regierung Jørgensen V. Er war seit 1983 als Berater von Kreditforeningen Danmark bei der Finanzierung von Bauexporten sowie ab 1989 als Vorsitzender der Kredit Danmark S.A. in Paris tätig. Während seiner Parlamentszugehörigkeit war er zwischen 1984 und 1988 erst Mitglied sowie zuletzt von 1988 bis 1993 stellvertretender Vorsitzender des Finanzausschusses.
Als Nachfolger von Pia Gjellerup übernahm Erling Olsen am 29. März 1993 in der Regierung Poul Nyrup Rasmussen I den Posten als Justizminister (Justitsminister) und bekleidete diesen bis zum 27. September 1994. Im Anschluss löste er am 5. Oktober 1994 seinen Parteifreund Henning Rasmussen als Folketingets formand und bekleidete damit bis zum 11. März 1998 das Amt des Parlamentspräsidenten, woraufhin Ivar Hansen vom Venstre ihn in diesem Amt ablöste. Für sein 1995 erschienenes Buch Den røde Tråd erhielt er den „Kafkatten“-Preis der Rechtspolitischen Vereinigung (Modtog Retspolitisk Forening).

## Veröffentlichungen
- Danmarks økonomiske historie siden 1750, 1962
- Optimalmetoden et nytt verktøy i innkjøpsarbeidet, 1965
- Welfare criteria and the gains from trade, 1966
- Dansk pengehistorie 1914–31, 1968
- International Trade Theory and Regional Income Differences: United States 1880–1950, Dissertation, 1971
- Styr på forskningen, 1973
- Statistik for Historikere, 1976
- Fremskridtspartiet - ikke realistisk - ikke sympatisk, Mitautor Robert Pedersen 1976
- Like to know something about Denmark?, 1977
- Den barberede Marx, 1979
- Når højrebølgen ebber ud, 1985
- Den røde Tråd, 1995
- Fra ælling til ugle. Erindringer